# Vittorio Calestani
Vittorio Calestani (1882, Florencia – 1949, Pisa) fue un profesor, naturalista, etnólogo, meteorólogo italiano. Desarrolló actividades académicas en el Instituto botánico de la Universidad de Módena.

## Algunas publicaciones
- vittorio Calestani. 1947. Mimetismo vegetale. Ed. Natura in mascliera, Milano, Garzanti

- ----------------------------. 1907. La vegetazione nei dintorni d' Orvieto. Nuovo Gior. Bot. Ital. (14 ): 546-574

- ----------------------------. 1905. Contributo alla sistematica della Ombrellifere D'Europa. Editor Pubblicazione U. Martelli "Webbia"

### Libros
- vittorio Calestani. 1947. Natura in maschera: mimetismo e appariscenza negli animali e nelle piante. Editor Garzanti, 493 pp.

- ----------------------------. 1941. Origini della razza italiana: fondamenti della politica razzista. Volumen 26 de Manuali di politica internazionale. Editor Istituto per gli studi di politica internazionale, 298 pp.

- ----------------------------. 1932. Come si studiano le piante: manuale di botanica pratica. Editor Società Editrice "La Scuola", 733 pp.

- La abreviatura «Calest.» se emplea para indicar a Vittorio Calestani como autoridad en la descripción y clasificación científica de los vegetales.[2]